# Jakobstjärnen, Värmland
Jakobstjärnen är en sjö i Hagfors kommun i Värmland och ingår i Göta älvs huvudavrinningsområde.